# Приватан живот Елизабете и Есекса
Приватан живот Елизабете и Есекса (енгл. The Private Lives of Elizabeth and Essex) је америчка  љубавна историјска драма из 1939. године, са Бети Дејвис у улози енглеске краљице Елизабете I. Филм је био номинован за пет Оскара.

## Улоге
| Глумац              | Улога              |
| ------------------- | ------------------ |
| Бети Дејвис         | Елизабета I        |
| Ерол Флин           | Ерл од Есекса      |
| Оливија де Хавиленд | Леди Пенелопе Греј |
| Доналд Крисп        | Френсис Бекон      |
| Алан Хејл Старији   | Хју О'Нил          |
| Винсент Прајс       | Волтер Рајли       |